# Кук-Сіті (Монтана)
Кук-Сіті (англ. Cooke City-Silver Gate) — переписна місцевість (CDP) в США, в окрузі Парк штату Монтана. Населення — 77 осіб (2020).

## Географія
Кук-Сіті розташований за координатами 45°1′7″ пн. ш. 109°54′43″ зх. д. / 45.01861° пн. ш. 109.91194° зх. д. (45.018602, -109.911838).  За даними Бюро перепису населення США в 2010 році переписна місцевість мала площу 24,84 км², уся площа — суходіл.

### Клімат
| Клімат : Кук-Сіті       | Клімат : Кук-Сіті | Клімат : Кук-Сіті | Клімат : Кук-Сіті | Клімат : Кук-Сіті | Клімат : Кук-Сіті | Клімат : Кук-Сіті | Клімат : Кук-Сіті | Клімат : Кук-Сіті | Клімат : Кук-Сіті | Клімат : Кук-Сіті | Клімат : Кук-Сіті | Клімат : Кук-Сіті | Клімат : Кук-Сіті |
| Показник                | Січ.              | Лют.              | Бер.              | Квіт.             | Трав.             | Черв.             | Лип.              | Серп.             | Вер.              | Жовт.             | Лист.             | Груд.             | Рік               |
| Абсолютний максимум, °C | 8,9               | 12,2              | 14,4              | 22,2              | 26,7              | 31,1              | 32,2              | 31,1              | 29,4              | 24,4              | 14,4              | 8,3               | 32,2              |
| Середній максимум, °C   | −4,3              | −1,1              | 2,8               | 6,9               | 12,3              | 18,1              | 23,3              | 22,3              | 16,9              | 9,2               | 0,1               | −4,7              | 8,5               |
| Середня температура, °C | −9,8              | −7,8              | −4,2              | −0,2              | 4,9               | 9,5               | 13,4              | 12,6              | 7,8               | 2,0               | −5,4              | −9,9              | 1,1               |
| Середній мінімум, °C    | −15,4             | −14,6             | −11,2             | −7,3              | −2,5              | 0,9               | 3,6               | 2,8               | −1,2              | −5,2              | −10,9             | −15,2             | −6,3              |
| Абсолютний мінімум, °C  | −40,6             | −41,7             | −32,8             | −27,8             | −17,2             | −6,7              | −5,6              | −6,7              | −16,1             | −25               | −30,6             | −41,1             | −41,7             |
| Норма опадів, мм        | 58                | 45                | 49                | 50                | 70                | 80                | 52                | 52                | 47                | 43                | 53                | 58                | 657               |
| Днів з опадами          | 17                | 13                | 13                | 11                | 14                | 13                | 11                | 11                | 10                | 10                | 14                | 16                | 153,0             |
| ----------------------- | ----------------- | ----------------- | ----------------- | ----------------- | ----------------- | ----------------- | ----------------- | ----------------- | ----------------- | ----------------- | ----------------- | ----------------- | ----------------- |
| Джерело:                |                   |                   |                   |                   |                   |                   |                   |                   |                   |                   |                   |                   |                   |

## Демографія
Згідно з переписом 2010 року, у переписній місцевості мешкало 75 осіб у 45 домогосподарствах у складі 17 родин. Густота населення становила 3 особи/км².  Було 160 помешкань (6/км²).
Расовий склад населення:
| - 96,0 % — білих - 1,3 % — азіатів |

До двох чи більше рас належало 2,7 %. Частка іспаномовних становила 0,0 % від усіх жителів.
За віковим діапазоном населення розподілялося таким чином: 10,7 % — особи молодші 18 років, 72,0 % — особи у віці 18—64 років, 17,3 % — особи у віці 65 років та старші. Медіана віку мешканця становила 40,8 року. На 100 осіб жіночої статі у переписній місцевості припадало 127,3 чоловіків;  на 100 жінок у віці від 18 років та старших — 139,3 чоловіків також старших 18 років.
Середній дохід на одне домашнє господарство  становив 43 418 доларів США (медіана — 38 750), а середній дохід на одну сім'ю — 56 480 доларів (медіана — 52 500). 
Цивільне працевлаштоване населення становило 21 осіб. Основні галузі зайнятості: мистецтво, розваги та відпочинок — 66,7 %, роздрібна торгівля — 14,3 %, транспорт — 4,8 %, будівництво — 4,8 %.